# 盧鎰煥
盧 鎰煥（ノ・イルァン、朝鮮語: 노일환、1914年4月3日 - 1982年5月10日）は、日本統治時代の朝鮮および大韓民国、朝鮮民主主義人民共和国のジャーナリスト、政治家。制憲韓国国会議員。
本貫は豊川盧氏、盧禛の第14代孫である。ノ・イクァン（노익환）との表記もある。独立運動家の盧国煥は弟、元国土交通部長官の盧炯旭は5親等の従甥である。

## 経歴
日本統治時代の全羅北道淳昌郡双置面出身。培材高等普通学校、京城普成専門学校商科卒。東亜日報に就職したが、戦時下、一時期廃刊された時は帰農した。復刊後は東亜日報記者・政治部長、朝鮮新聞記者協会調査部長を務めた。1948年の初代総選挙に全羅北道での最高得票率で淳昌郡選挙区から当選し、韓国民主党所属の国会議員、反民特委特別監査部次長を務めた後、1950年に国会フラクツィア事件の主導的な人物として憲兵隊と警察に逮捕され、懲役12年の刑を言い渡された。西大門刑務所での服役中に朝鮮戦争が勃発したため、監獄を出て越北した（拉致された説もある）。北朝鮮では在北平和統一促進協議会常務委員兼宣伝部長を務め、祖統宣伝部所属していた時は白寛洙、孫晋泰の包摂を試みた。その後、1958年に反党分子として粛清された。

## エピソード
記者時代の1947年、済州島四・三事件の引き金となる済州島三一節発砲事件の取材を行った。
1948年11月の「米軍の駐屯に関する決議案」の採決で、討議時間の延長を議長の申翼煕に要請したが、受け入れられなかったため、黄潤鎬ら他の3名と共に退場した。また、国会内の少壮派グループ「同成会」に所属していた時は国家保安法の制定に反対した。
朴甲東は1950年に平壌で盧と会ったため、彼の日本への亡命後に「盧はアカではなかった。金性洙が後継者として指名されるほどの能力が優れた方である。もし李承晩は彼を政敵・スパイと見なしていなかったら、南韓で偉大な大物政治家になれる人物だと思う」と言った。